# Henri Larnoe
Henri Larnoe (18. května 1897, Antverpy, Belgie – 24. února 1978) byl belgický fotbalista a reprezentant.
Hrál za belgický klub K. Beerschot VAC. Zúčastnil se Letních olympijských her 1920 v Antverpách, kde domácí belgický tým získal ve finále zlaté medaile poté, co reprezentace Československa opustila na protest proti verdiktům rozhodčího ve 40. minutě za stavu 2:0 pro Belgii hřiště a byla diskvalifikována. Larnoe vstřelil ve finále druhý gól a předtím v semifinále jednou skóroval proti Nizozemsku (výhra 3:0). Hrál i na Letních olympijských hrách 1924 v Paříži proti Švédsku (porážka 1:8, jediný belgický gól vstřelil Larnoe).